# Эннри (Валь-д’Уаз)
Эннри (фр. Ennery) — муниципалитет во Франции, в регионе Иль-де-Франс, департамент Валь-д'Уаз. Население — 2062 человека (1999).
Муниципалитет расположен на расстоянии около 31 км северо-западнее Парижа, 6 км северо-восточнее Сержи.

## Демография
Динамика населения (Cassini и INSEE):